# Alberto Briceño Polo
Pedro Alberto Briceño Polo (Cajamarca, Peru, 29 de junho de 1950) é um escritor e editor peruano que criou a Editora os Menores Livros do Mundo, em 1970, especializada na confecção artesanal de mini livros decorativos que são editados em vários idiomas.